# Koningsboschbreuk
De Koningsboschbreuk is een geologische breuk in Nederlands Limburg, aangrenzend Belgisch Limburg en aangrenzend Duitsland (Selfkant en Gangelt).
De breuk is vernoemd naar het dorp Koningsbosch.
Op ongeveer vijf kilometer naar het zuidwesten ligt de Feldbissbreuk.

## Ligging
De breuk loopt noordwest-zuidoost en kruist daarbij de vlakte van de Maas, de Geilenkirchener Lehmplatte en het Wormdal. Plaatsen waarlangs de breuk loopt zijn Maaseik, Roosteren, Dieteren, Susteren, Schalbruch, Saeffelen, Gangelt en Scherpenseel.